# Lightning (konektor)

Kabel s konektorem Lightning

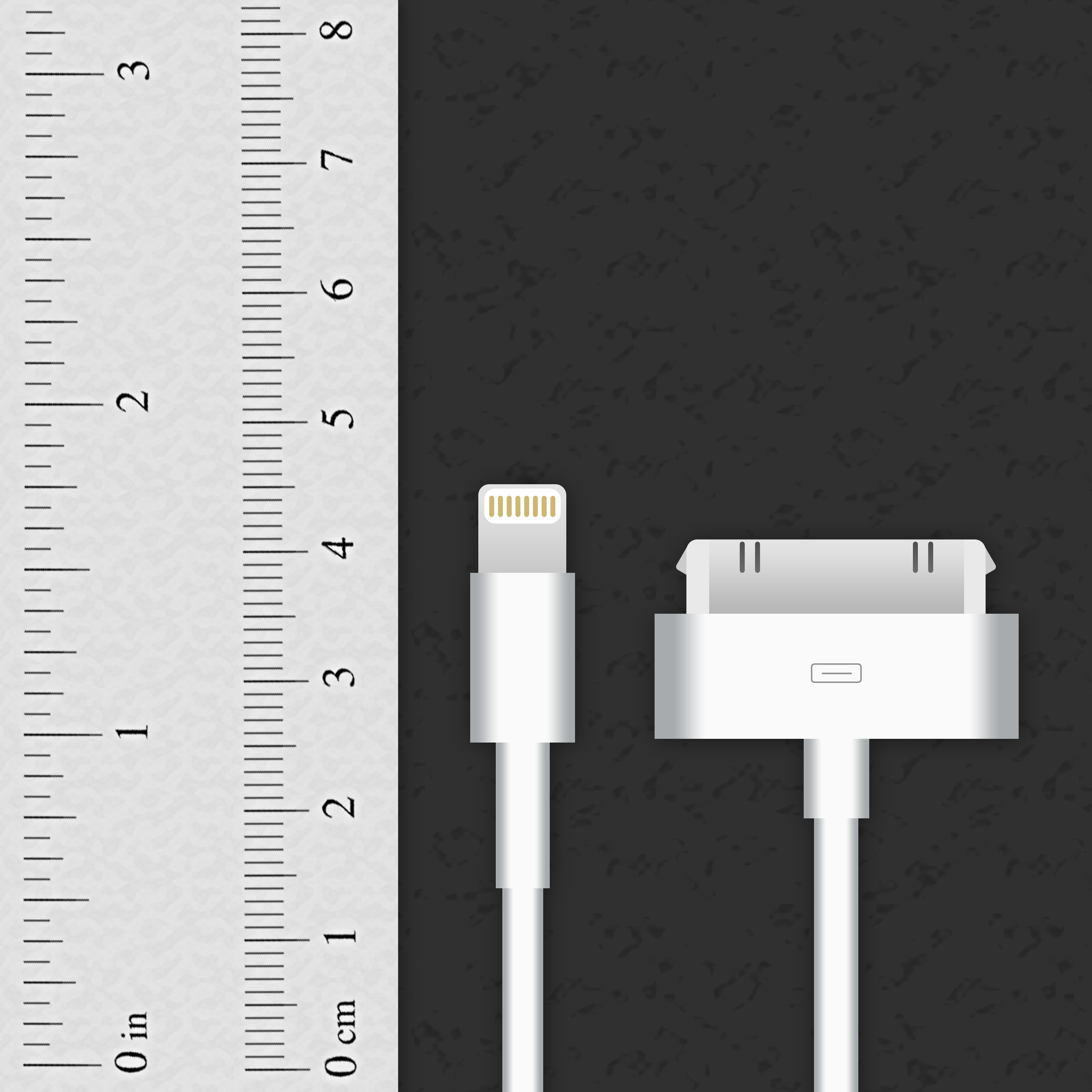
Porovnání konektoru Lightning se starším 30pinovým konektorem

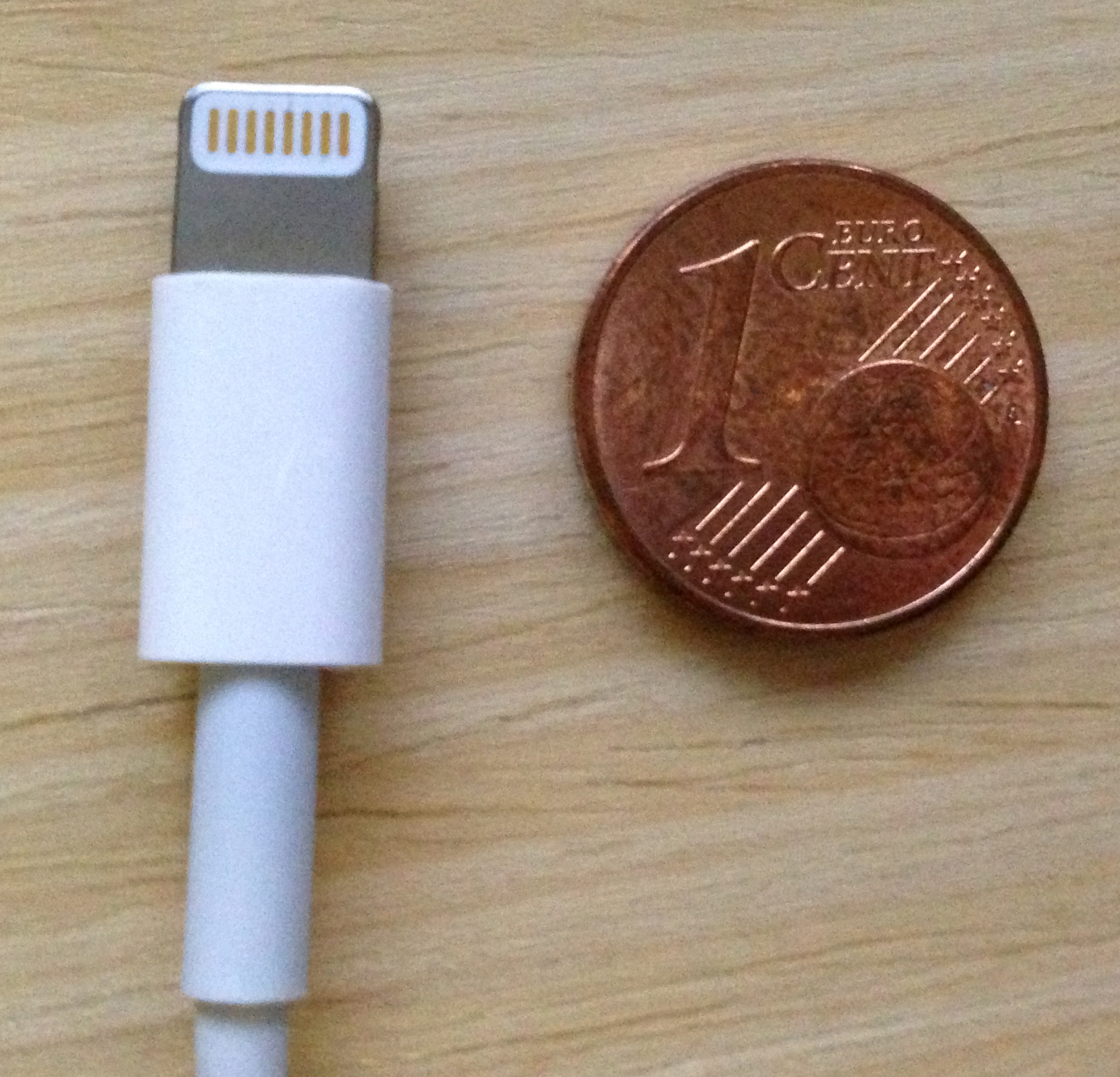
Kabel s konektorem Lightning v porovnání s eurocentem

Lightning (česky Blesk) je výhradně digitální počítačová sběrnice, uvedená firmou Apple Inc. jako nástupce kombinovaného A/D 30-pinového konektoru, používaného pro připojení mobilních zařízení této firmy (iPhone, iPad, iPod) k hostitelskému počítači, externímu monitoru, fotoaparátu, nabíječce apod. Lightning je mnohem kompaktnější než jeho předchůdce, mezi jeho výhody také patří možnost vložit jej do zařízení z obou stran. 
Na trh byl uveden v roce 2012 na iPhonu 5, poslední iPhone s 30pinovým konektorem byl model 4S.
Poslední generací iPhone s konektorem Lightning byl iPhone 14 (Pro) z roku 2022. Novější generace iPhonů iPhone 15 (Pro) z roku 2023 obsahují konektor USB-C.

## Historie
Konektor Lightning byl představen 12. září 2012. U všech později uvedených zařízení s iOSem nahrazuje starší 30pinový konektor.
Na začátku června 2014 uvolnila firma Apple novou specifikaci programu Made-For-iPhone/iPad/iPod, podle které počítá s tím, že by konektor Lightning mohla přizpůsobit i pro přenos audia (digitální stereo výstup a mono vstup, obojí na 48 kHz). Jelikož Apple o měsíc dříve koupil společnost Beats by Dr. Dre, která se výrobou sluchátek zabývá, lze předpokládat, že první sluchátka s konektorem Lightning budou této značky. K iPhonu 7 Apple kvůli absenci 3,5mm konektoru jack dodává sluchátka EarPods s konektorem Lightning. K iPhonu 8 dodával adaptér také, u novějších modelů již ne.

## Technologie
Lightning je 9pinový (8 kontaktů plus vodivý obal připojen na stínění) konektor, který přenáší digitální signál a elektrické napětí. Může být připojen do zařízení oboustranně. Apple nabízí redukce mezi ním a starším 30pinovým konektorem, nebo i mezi Lightning a Micro USB. Kabely Lightning přenášejí data rychlostí USB 2.0 (až 480Mbps/60MBps), maximální nabíjecí proud Lightning kabelu je 2,4 A.

## Zařízení s konektorem Lightning

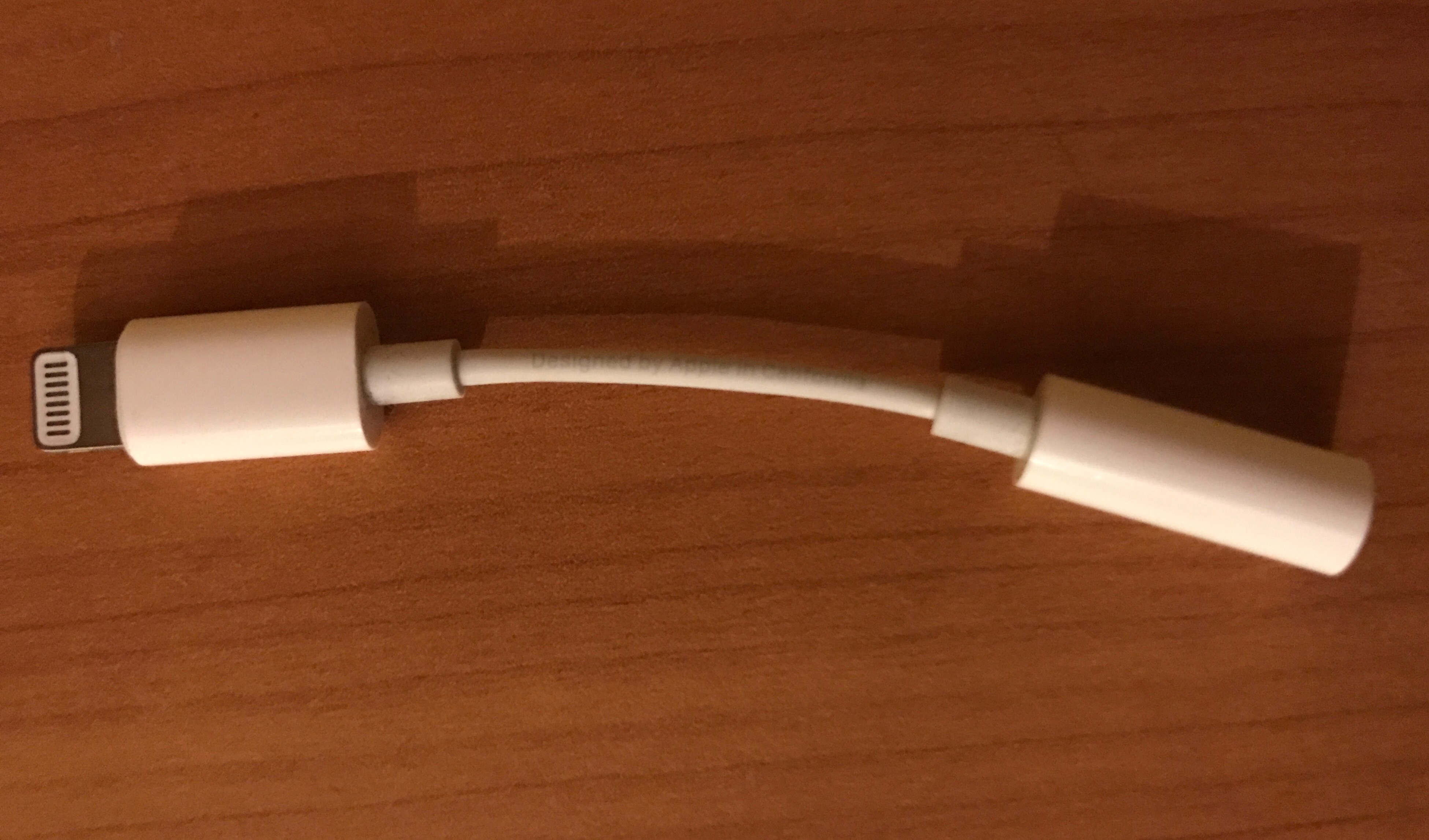
Redukce z konektoru Lightning na 3.5 mm Jack

### iPhone
- iPhone 5
- iPhone 5C
- iPhone 5S
- iPhone 6
- iPhone 6 Plus
- iPhone 6s
- iPhone 6s Plus
- iPhone SE 1. generace
- iPhone 7
- iPhone 7 Plus
- iPhone 8
- iPhone 8 Plus
- iPhone X
- iPhone XR
- iPhone XS
- iPhone XS Max
- iPhone 11
- iPhone 11 Pro
- iPhone 11 Pro Max
- iPhone SE 2. generace
- iPhone 12 Mini
- iPhone 12
- iPhone 12 Pro
- iPhone 12 Pro Max
- iPhone 13
- iPhone 13 Mini
- iPhone 13 Pro
- iPhone 13 Pro Max
- iPhone 14

- iPhone 14 plus
- iPhone 14 Pro
- iPhone 14 Pro Max

### iPad
- iPad 4
- iPad Air
- iPad Air 2
- iPad 5
- iPad 2018 (6. gen.)
- iPad Air 2019 (3. gen.)
- iPad 2019 (7. gen.)
- iPad 2020 (8. gen.)

#### iPad Pro
- iPad Pro (9,7/12,9")
- iPad Pro 2017 (10,5"; 2. gen. 12,9")

#### iPad Mini
Konektor Lightning mají všechna zařízení iPad mini od první až do páté verze
- iPad mini (1. generace)
- IPad mini 2
- iPad mini 3
- iPad mini 4
- iPad mini 2019/5. generace

### iPod
- iPod Nano 7. generace
- iPod Touch 5. a 6. generace

### Příslušenství
| - Redukce Lightning to 3.5 mm Jack - Apple Pencil - Apple Watch Dock - Beats Pill+ - Magic Keyboard | - Magic Mouse 2, Magic Trackpad 2 - Siri Remote pro Apple TV 4. generace - AirPods – nabíjecí pouzdro - EarPods s Lightningem - Beats X |